# Ceratites
Ceratites es un género extinto de cefalópodos ammonoideos que vivieron en hábitats marinos en lo que ahora se conoce como Europa, Asia y Norteamérica durante el Triásico.

## Descripción
Tenían un patrón de ondas y pliegues que fueron evolucionando. Su progreso debió ser debido al aumento de presión en la concha al bajar a mayor profundidad. El patrón aumentaría la resistencia de la concha y permitiría al Ceratites bucear más hondo.
Tenía forma de caracol, aunque de dimensiones mucho más grandes.